# Първа стартова позиция
Във Формула 1, американските серии НАСКАР, Индикар и Чамп Кар, както и в по-малките автомобилни надпревари, пол позишън (на английски: pole position) е място в първия ред на стартовата решетка.
Получава се вследствие на квалификационна сесия, която се провежда обикновено в събота, но през годините е имало и такава, която се е провеждала в петък. Разпределението на позициите става въз основа на най-бързата обиколка на всеки пилот.